# Konstandinos Kolias
Konstandinos Kolias (gr. Κωνσταντίνος Κόλλιας; ur. 1901 w Stylii, zm. 1998 w Atenach) – grecki polityk i prawnik, premier kraju, p.o. ministra spraw zagranicznych.
Był absolwentem Uniwersytetu Ateńskiego. W latach 60. XX wieku sprawował urząd prokuratora generalnego w Sądzie Najwyższym. W lutym 1967 wnioskował o pozbawienie immunitetu parlamentarnego Andreasa Papandreu, jednak jego wniosek został odrzucony. 21 kwietnia 1967, w wyniku przejęcia władzy przez juntę czarnych pułkowników, został mianowany premierem. Funkcję tę sprawował do 13 grudnia 1967. Od 2 do 20 listopada 1967 pełnił również obowiązki ministra spraw zagranicznych. Uważa się, że w trakcie urzędowania Koliasa realną władzę w kraju sprawowali członkowie junty.